# 克文人
克文人是挪威的一个波罗的芬兰人少数民族。他们是在18和19世纪从芬兰和瑞典北部迁徙至挪威北部的芬兰农民和渔民的后裔。1996年克文人在挪威取得了少数民族的地位，2005年克文语在挪威也作为一种少数民族的语言而得到了承认。